# Chaunax
Chaunax Lowe, 1846 é um género de peixes Osteichthyes da família Chaunacidae.

## Espécies
O género inclui as seguintes espécies:
| Espécie               | Nome comum | Autor(s)                              | Ano  | Estado de conservação |
| --------------------- | ---------- | ------------------------------------- | ---- | --------------------- |
| Chaunax abei          |            | Le Danois                             | 1978 |                       |
| Chaunax breviradius   |            | Le Danois                             | 1978 |                       |
| Chaunax endeavouri    |            | Whitley                               | 1929 |                       |
| Chaunax fimbriatus    |            | Hilgendorf                            | 1879 |                       |
| Chaunax flammeus      |            | Le Danois                             | 1979 |                       |
| Chaunax latipunctatus |            | Le Danois                             | 1984 |                       |
| Chaunax penicillatus  |            | McCulloch                             | 1915 |                       |
| Chaunax pictus        |            | Lowe                                  | 1846 |                       |
| Chaunax stigmaeus     |            | Fowler                                | 1946 |                       |
| Chaunax suttkusi      |            | Caruso                                | 1989 |                       |
| Chaunax tosaensis     |            | Okamura e Oryuu in Okamura e Kitajima | 1984 |                       |
| Chaunax umbrinus      |            | Gilbert                               | 1905 |                       |